# 威爾斯柯基犬
威爾斯柯基犬（又名柯基，複數型可為或辭源一致的。在威爾斯文中意為矮狗）是牧羊犬中的一個品種，原產於英國威爾斯。當前獲承認的有兩個不同品種：卡提根（Cardigan） 和潘布魯克（Pembroke）。歷史上一般認為潘布魯克源自於10世紀左右佛蘭德紡織者引進的狗，而卡提根則是源於諾爾斯定居者帶來的狗，特別是其共同祖先瑞典牧羊犬。這兩種有時會用雜交來解釋其相似之處。
威爾斯柯基犬平均肩高大約25至30公分、重約30斤，原本培養來放牧牛羊，低矮的身材讓他們免於被牛隻踢到。而為了更方便自由地放牧，有些柯基會被剪斷尾巴，以免尾巴在放牧時被牛羊踩到。柯基犬相當的聰明，是絕佳的夥伴動物，並且在牧羊競賽跟犬隻敏捷競賽中是出色的參賽者。
1934年起美國育犬協會承認卡提根及潘布魯克為不同的品種。卡提根是兩種中較大的、有著較大的圓耳跟狐狸般下垂的尾巴；潘布魯克的特徵則是較尖的耳朵跟較小的身材。潘布魯克的尾巴傳統上是斷尾成平貼的兔尾巴，讓他們看起來像無尾。兩種的毛色皆非常多樣，但在品種間仍有一些差別。
根據犬類智力專家Stanley Coren的研究，威爾斯柯基犬的智商在狗中排第11位，這表明牠們擁有出色的學習能力，能快速掌握新指令，並展現出高度的服從性。
潘布魯克柯基犬以作為伊莉莎白二世的愛犬著名，女王隨時都養著四隻（喜劇電影《憨豆特工》以女王的愛狗成痴開玩笑；劇中的恐怖份子用槍要脅女王簽字放棄王位繼承權，女王很果斷的回絕說「Never（絕不）！」可是槍一指到女王的潘布魯克愛犬，愛犬露出此品種標準的無辜表情時，女王馬上乖乖簽字）。

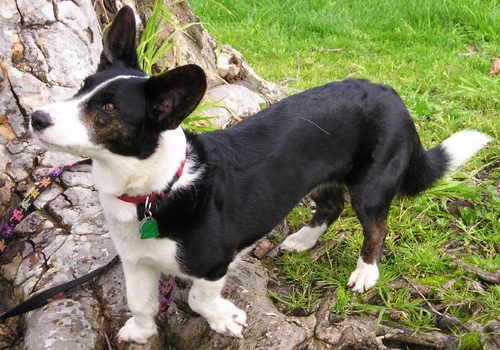
卡提根
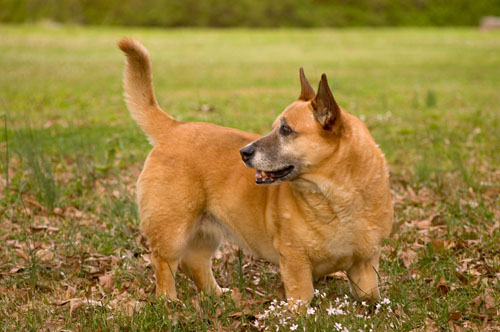
卡提根
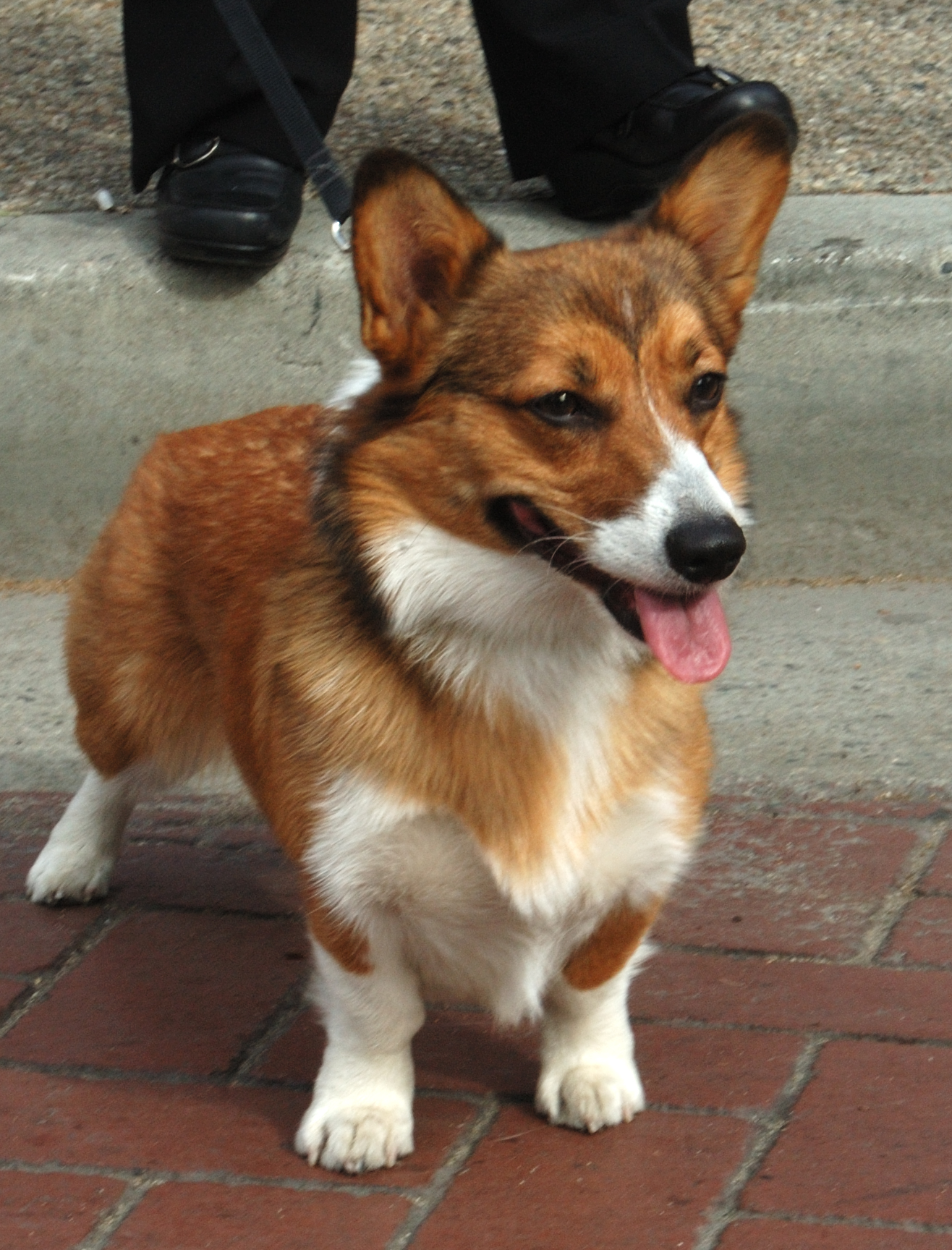
潘布魯克

## 文化中的柯基犬

### 影視作品中的威爾斯柯基犬
- 《Little Dog Lost》，1963年迪士尼電影，其以「Candy」為主角，描述其離開家人，走上自己的道路。
- 日昇社動畫《星際牛仔》出現的数据狗Ein（名字典故是愛因斯坦）[6]
- 米奇歡笑多的集數One Man Band中的英國女皇造型即為威爾斯柯基犬
- 電影小小兵中英國皇室大量飼養的威爾斯柯基犬
- 美國公雞牙齒工作室《RWBY》裡主角Ruby家飼養的寵物犬。

- "Edward", played by Bud, has a prominent role in the 1988 film The Accidental Tourist（英语：The Accidental Tourist） (Bud also appeared in the television show Dharma & Greg（英语：Dharma & Greg） and the feature film Dave)
- The 1991 motion picture Don't Tell Mom The Babysitter's Dead（英语：Don't Tell Mom The Babysitter's Dead） features "Elvis"
- Bud and Cody, brothers, are the best buddies of the First Lady "Ellen Mitchell" (played by Sigourney Weaver) in the 1993 movie Dave